# Лефковиц, Мэри
Мэри Лефковиц (англ. Mary R. Lefkowitz, род. 30.04.1935, Нью-Йорк) — американский учёный-классицист. Доктор философии (1961). Эмерит-профессор Колледжа Уэллсли. Национальная гуманитарная медаль США (2006).
Окончила Колледж Уэллсли (бакалавр искусств, 1957). Степень доктора философии по классической филологии получила в Рэдклифф-колледже. С 1959 года преподавала в альма-матер, в 1979—2005 годах именной профессор (эмерит).
Отмечена почётными докторскими степенями коннектикутского Тринити-колледжа (L.H.D., 1996), Университета Патра (Греция, Ph.D. hon., 1999), Гриннелл-колледжа (L.H.D., 2000). 
Вдова Хью Ллойда-Джонса (ум. 2009), замужем за которым была с 1982 года.